# Villa Righini
Villa Righini è una storica villa liberty di Cervia in Emilia-Romagna.

## Storia
La villa sorse nel 1928 per volontà di Paolo Righini, il quale affidò il progetto all'architetto Matteo Focaccia.